# Marcel van Dam
Marcel Parcival Arthur van Dam (Utrecht, 30 januari 1938) is een Nederlands voormalig politicus, socioloog en bestuurder. Hij was staatssecretaris en minister van Volkshuisvesting, Tweede Kamerlid, voorzitter van de publieke omroep VARA en programmamaker voor die omroep.

## Levensloop
Van Dam werd geboren als zoon van Jos van Dam, rechercheur bij de gemeentepolitie in Utrecht. Het katholieke gezin zou in totaal negen kinderen gaan tellen. Tijdens zijn jeugd overleden het jongste broertje van Van Dam en de broer boven hem. In de Tweede Wereldoorlog moest het gezin onderduiken omdat Van Dam senior wegens zijn weigering Joden te arresteren ontslag kreeg zonder pensioen of wachtgeld en in het verzet ging.
Van Dam werd in 1956 lid van de KVP en studeerde vanaf 1957 rechten en sociologie aan de Universiteit Utrecht. De rechtenstudie heeft hij niet voltooid, hij studeerde af als socioloog. In 1965 studeerde hij af met een scriptie over kiezersgedrag en twee jaar later heeft hij bij de Tweede Kamerverkiezingen de eerste in Nederland gehouden exitpoll uitgevoerd, op basis van de door hem ontwikkelde methodologie. In 1966 stapte hij over van de KVP naar de PvdA. Hij voegde zich bij Nieuw Links en was kandidaat voor de functie van partijsecretaris, maar werd niet gekozen. Ook werkte hij twee jaar voor de Wiardi Beckman Stichting, het wetenschappelijk bureau van de PvdA.

### Ombudsman
Van Dam, die al in 1967 op de televisie verscheen met prognoses en analyses van verkiezingsuitslagen, begon in 1969 voor de VARA als ombudsman, naar een idee van Tom Pauka. In het programma, dat aanvankelijk 'Geachte Ombudsman' heette en later simpelweg 'Ombudsman', nam hij het op voor de 'gewone man' die het slachtoffer was van onrechtmatige praktijken van het bedrijfsleven, dan wel de overheid.
Dit programma leidde tot de Exota-affaire, toen in afleveringen waarin ernstige ongevallen met ontploffende frisdrankflessen behandeld werden (een Amsterdams jongetje was hierdoor aan één oog blind geworden) de merknaam Exota werd genoemd en een aantal malen een filmpje te zien was waarin in slow motion een exploderende fles werd getoond. De VARA had aan TNO gevraagd om "te filmen wat er precies gebeurt als er een willekeurige fles uit elkaar springt". Deze opnamen werden gemaakt met een zogenaamde hogesnelheidscamera. Binnen een jaar tijd ging de verkoop van Exota terug met 57%. Daardoor raakte de fabrikant van dat merk (Van Tuijns limonadefabriek, die al sinds 1948 'limonadegazeuse' maakte) in grote problemen. In 1971 oordeelde de rechter dat Van Dam de zaak onjuist had voorgesteld. De VARA werd veroordeeld tot een rectificatie en een schadevergoeding. De sterk gedaalde omzet van het merk Exota leidde later tot langdurige gerechtelijke procedures. Het duurde tot 1998 voordat uiteindelijk door de Hoge Raad werd beslist dat het schadebedrag van (inmiddels) 7,7 miljoen gulden aan de familie Van Tuijn moest worden toegewezen. In 1973 stopte Van Dam met het programma, om over te stappen naar de politiek.

### Partij van de Arbeid – actieve periode

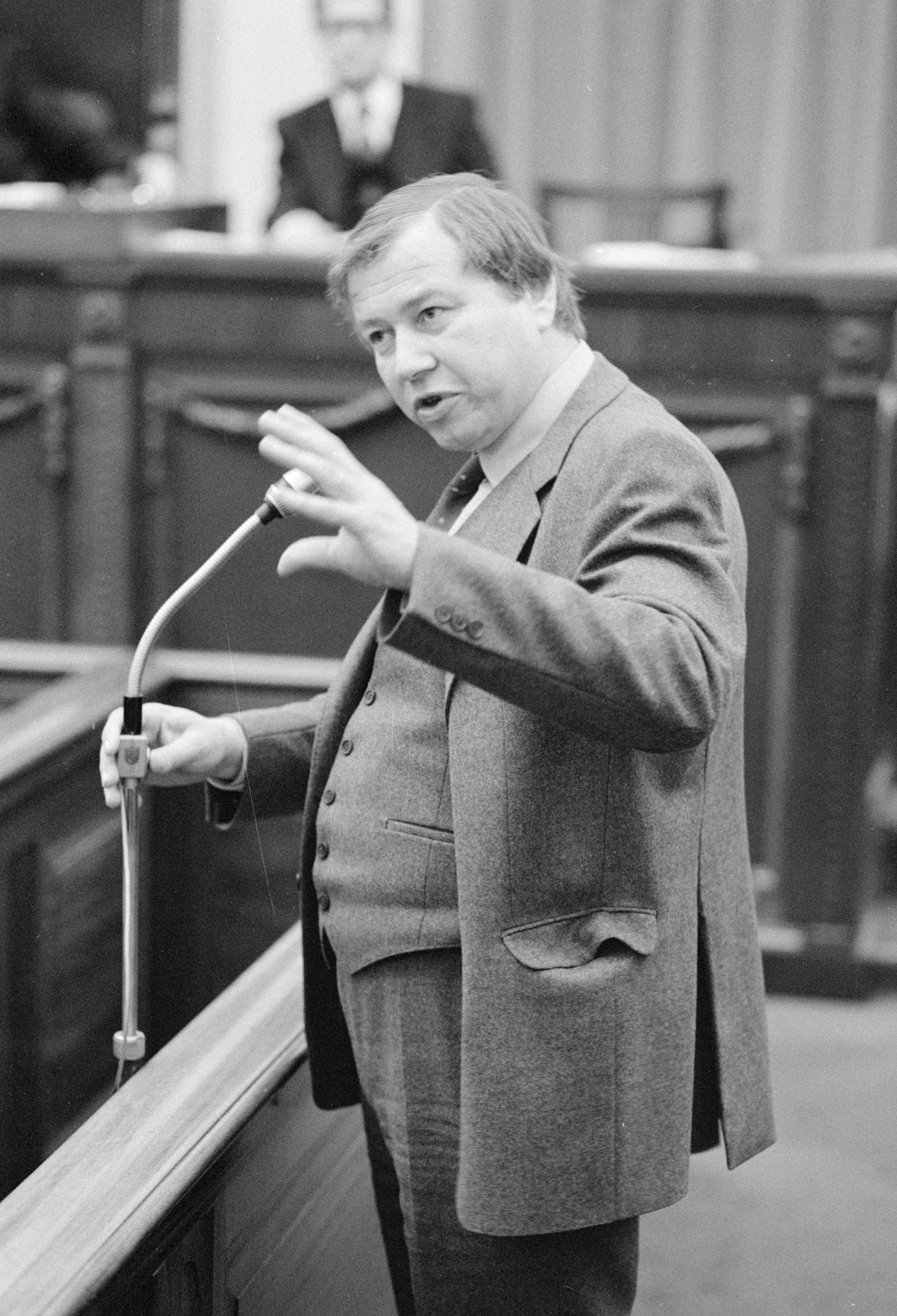
Marcel van Dam in de Tweede Kamer in 1980

De oud-KVP'er en later Nieuw Linkser Van Dam werd in het kabinet-Den Uyl (1973–1977) staatssecretaris van Volkshuisvesting voor de PvdA en na de val van dat kabinet Tweede Kamerlid (1977–1981).

Tijdens het eerste kabinet Van Agt (1977–1981) zat Van Dam als oppositielid in de Tweede Kamer. Hij maakte in deze tijd naam met zijn plan voor de 25-urige werkweek. Deze werktijdverkorting stond hij voor, omdat economische groei alleen volgens hem de werkloosheid niet zal oplossen.

Tijdens de Lockheed-affaire in 1976 kwam Van Dam in conflict met toenmalig minister-president Joop den Uyl; de laatste stuurde aan op een compromis in de gevoelige kwestie, waarbij de prins-gemaal Bernhard van Lippe-Biesterfeld juridische vervolging zou ontlopen. Van Dam vond dat de prins onterecht vrijuit zou gaan. "Ik heb Joop gebeld en gezegd: Joop, ik neem ontslag. En ik ben naar huis gegaan." Nadat Den Uyl urenlang op Van Dam had ingepraat ging deze ten slotte overstag.
In september 1981 werd hij minister van Volkshuisvesting in het kabinet-Van Agt II, dat viel in mei 1982. Daarna werd hij weer Tweede Kamerlid. Hij voerde de bouw in van "Van Dam-eenheden", die later HAT-eenheden werden genoemd. Het waren compacte woningen voor alleenstaanden- en tweepersoonshuishoudens. Tevens was hij tussen 1983 en 1985 ondervoorzitter van de parlementaire enquête-commissie die onderzoek deed naar de RSV-affaire. Hij speelde hierbij een belangrijke rol bij de verhoren en de verslaglegging.
Als oppositiewoordvoerder tegen het kabinet-Lubbers viel hij op door zijn plastisch taalgebruik. Hij verrijkte de Nederlandse taal met het werkwoord "belubberen" (belazeren).

### VARA
In de jaren tachtig van de twintigste eeuw werd hij onder meer presentator van het VARA-programma De Achterkant van het Gelijk waarin hij op oorspronkelijke, socratische wijze gasten uit de politiek en de wetenschap met paradoxale vraagstukken confronteerde, doorvragend totdat de gast(en) met hun oorspronkelijke standpunten niet goed meer weg wisten. Zijn deelname aan dit en andere televisieprogramma's combineerde hij met zijn Tweede Kamerlidmaatschap.

#### Voorzitterschap
In 1985 stelde Van Dam zich kandidaat voor het voorzitterschap van de VARA. In november 1985 werd hij benoemd als opvolger van Albert van den Heuvel, die in dat jaar vicevoorzitter was geworden van de raad van beheer van de NOS. Hij heeft van de noodlijdende arbeidersomroep weer een rendabele omroep gemaakt, al waren daar harde saneringen voor nodig. Niet iedereen nam hem dat in dank af. Hij bleef voorzitter tot 1995 en werd opgevolgd door Vera Keur.

#### Het Lagerhuis
Daarna werkte hij mee aan het televisieprogramma Het Lagerhuis (alsmede aan een juniorversie met middelbare scholieren), dat hij zelf had bedacht. Dit programma beoogde het debat over de politieke actualiteit zo levendig mogelijk in de huiskamer te brengen. Dat gebeurde in een aantal onderdelen volgens een vast stramien: discussies tussen de aanwezige panelleden; discussie met een uitgenodigde gast; een gesproken column van Van Dam en een discussie tussen een gast en Van Dam.

#### Van Dam versus Fortuyn
Op 15 februari 1997 ging Van Dam in dit programma in discussie met Pim Fortuyn over diens nieuwe boek Tegen de islamisering van onze cultuur, waarin Fortuyn kritiek op de islam uitte. 
Fortuyn benoemde met name de scheiding tussen kerk en staat die in islamitische landen niet bestaat en vergeleek de patriarchale islamitische cultuur met de Nederlandse cultuur van de jaren '50. Hij pleitte voor 'socialiseren in gelijkwaardigheid.'
Van Dam ging in het debat niet inhoudelijk in op Fortuyns argumenten, maar verweet Fortuyn dat hij alle moslims stigmatiseerde en ze hun eigen identiteit en cultuur wilde ontnemen. Fortuyn ontkende en zei niet te geloven dat Van Dam zijn boek had gelezen. Van Dam stelde ook dat Fortuyn door het gebruik van de kreet "één land, één volk, één natie" een sfeer opriep "waarmee de NSB vóór de oorlog stemmen probeerde te winnen". Fortuyn repliceerde dat Van Dam "altijd onder de gordel werkt" en hem zes jaar eerder in een vraaggesprek met Vrij Nederland had uitgemaakt voor en op één lijn gesteld met Adolf Eichmann, hetgeen Van Dam verontwaardigd ontkende. In 1991 had Van Dam in dit vraaggesprek gezegd dat hij werkte aan een roman: "Mijn roman gaat over een man met een versplinterd karakter. Hij heet Sinnewille. Uiterlijk lijkt hij op professor Pim Fortuyn. Toen ik die op tv zag, dacht ik: dat is hem. Maar alleen uiterlijk. Sinnewille is iemand die probeert in jouw vel te kruipen, dat doet hij bij iedereen". (...) "Hij heeft alles in zich wat ik haat. Een vreselijk mens, gevaarlijk. Zoals Harry Mulisch schreef over Eichmann: de juiste man op iedere plaats. Naarmate een land minder goed geregeerd wordt, krijgt dit soort mensen alle kansen". Na nog meer woordenwisselingen noemde Fortuyn Van Dam "een onder-de-gordel-werker", en Van Dam noemde Fortuyn een "buitengewoon minderwaardig mens", omdat hij "potentiële angsten bij het Nederlandse volk tegen vreemdelingen exploiteert" en mensen tegen elkaar zou ophitsen. Na de moord op Fortuyn in 2002 werd Van Dam samen met anderen door sommigen beschuldigd van demonisering.

#### Nacht van Van Dam
Op 29 januari 2005 vond de laatste uitzending van Het Lagerhuis met Van Dam als gespreksleider plaats: Van Dam had besloten dat hij niet langer op televisie wilde verschijnen. In de daaropvolgende nacht werd "De nacht van Van Dam" uitgezonden, waarin Hanneke Groenteman met Van Dam een aantal van diens hoogtepunten en dieptepunten doornam.

### Weg uit de PvdA
Na kritiek van Van Dam op de nieuwe AOW-financieringsmethodiek van Wouter Bos, werd in mei 2006 bekend dat Marcel van Dam al eind 2003 zijn lidmaatschap van de PvdA had opgezegd. Van Dams bezwaren betroffen vooral de door hem veronderstelde fixatie van de partij op de middeninkomens. Op 22 november 2006 brak Van Dam definitief met de PvdA door openlijk op de SP te stemmen. Hij schreef hierover in zijn column op de Forumpagina van de Volkskrant dat de PvdA 'zijn partij niet meer is'. Tevens schreef hij dat met wat meer vernieuwing, wat minder provincialisme en een wat groter geloof in de vooruitgang, de SP de plaats van de PvdA in het politieke krachtenveld kon gaan overnemen.
In november 2009 bracht Van Dam zijn boek Niemands land op de markt waarin hij stelt dat er in Nederland groepen mensen ontstaan, door hem 'onrendabelen' genoemd, die niet kunnen voldoen aan de eisen die de maatschappij stelt. Als oorzaak noemt hij de neoliberale opvattingen die gemeengoed zijn geworden en waaraan ook de PvdA zich niet heeft weten te onttrekken. Daardoor is, aldus Van Dam, een cultuur ontstaan waarin 'het verantwoordelijk zijn voor elkaar', ook voor de zogenaamde onrendabelen, ontbreekt.

## Varia
- Van Dam was gewoon om zijn gesproken column bij het Jongerenlagerhuis te beginnen met "Toen ik zo oud was als jullie..."

## Privé
Marcel van Dam is gehuwd. Het paar heeft twee kinderen.
Levinus van Looi (1925-1926) · Christiaan van Doorn (1926-1927) · Simon van der Woude (1927-1930) · Arend de Vries (1930-1946) · Klaas de Jonge (wnd, 1946-1949) · Jaap Burger (1949-1966) · Jan Broeksz (1967-1970) · André Kloos (1970-1980) · Albert van den Heuvel (1980-1985) · Marcel van Dam (1986-1995) · Vera Keur (1995-2009) · Cees Korvinus (2009-2011) · Hans Andersson (2011-2013)
- Digitale Bibliotheek voor de Nederlandse Letteren: dam_024
- Gemeinsame Normdatei: 173981739
- International Standard Name Identifier: 0000 0000 3568 7245
- Library of Congress Control Number: n95070089
- Nederlandse Thesaurus van Auteursnamen: 070199108
- Parlement.com: vg09llg168zh
- Système universitaire de documentation: 181333147
- Virtual International Authority File: 193132248
- WorldCat: E39PBJptY7BWtqVD9fqG8HpkjC